# Danh sách trường đại học ở Việt Nam đào tạo ngành Kỹ thuật Gia công áp lực
Kỹ thuật gia công áp lực, hay Công nghệ gia công kim loại bằng áp lực là một ngành cơ bản trong sản xuất cơ khí. Công nghệ gia công áp lực cho phép tạo ra các sản phẩm có hình dáng và kích thước phức tạp đồng thời đảm bảo chất lượng về cơ tính tốt, năng suất cao, giá thành hạ. Gia công áp lực có một vị trí rất lớn trong công nghiệp chế tạo phụ tùng ôtô, máy kéo, xe máy, hàng dân dụng và quốc phòng với 2 lĩnh vực lớn là công nghệ cán kéo và công nghệ dập tạo hình.
Kỹ sư Gia công áp lực được đào tạo trong thời gian 5 năm. Chương trình này hướng tới đào tạo ra các kỹ sư R&D có tư duy sáng tạo, các chuyên gia công nghệ, các nhà thiết kế, các nhà nghiên cứu, phát triển sản phẩm mới. 
Chuyên ngành gia công áp lực hiện nay ở Việt Nam, có hai trung tâm đào tạo chính là Trường Đại học Bách khoa Hà Nội và Học viện Kỹ thuật Quân sự và một số Trường Đại học phía Nam như: 
1. Trường Đại học Bách khoa Hà Nội:
2. Học viện Kỹ thuật Quân sự:
3. Trường Đại học Bách khoa, Đại học Đà Nẵng:
4. Trường Đại học Bách khoa, Đại học Quốc gia Thành phố Hồ Chí Minh:
5. Trường Đại học Kỹ thuật Công nghiệp, Đại học Thái Nguyên:.